# Al Jourgensen
Alain David "Al" Jourgensen (nacido como Alejandro Ramírez Casas; La Habana, Cuba; 9 de octubre de 1958) es un músico cubano estadounidense, más conocido por ser el fundador y líder de la banda de metal industrial Ministry. A veces es llamado Alain Jourgensen, Alien Jourgensen, Hypo Luxa (su alias como productor musical), Dog, Alien Dog Star y Buck Satan.

## Biografía
Jourgensen nació en La Habana el 9 de octubre de 1958, bajo el nombre de Alejandro Ramírez Casas. Tiempo después, sus padres se divorciaron y él, junto con su madre emigraron a los Estados Unidos. Después, su madre se volvió a casar y con ello él adoptó el apellido de su padrastro noruego (Jourgensen). Su padrastro era conductor de un auto de reparto de mercaderías, y también era conocido por ser el mecánico del piloto de Fórmula 1, Dan Gurney. 
Jourgensen se crio en Illinois, Chicago y Breckenridge, Colorado, y asistió a la escuela secundaria Greeley y a la escuela secundaria del condado de Summit en Frisco, Colorado, en 1976. Era fanático de una amplia gama de artistas, incluidos The Beatles, Pink Floyd, Hawkwind, Led Zeppelin, Hank Williams y George Jones. Sin embargo, después de ver a los Ramones en el escenario de Denver, Jourgensen decidió ser músico punk. 
Trabajó como DJ de radio antes de convertirse en músico profesional al unirse a la banda Special Affect. 

## Carrera profesional

### Inicios con Ministry
Jourgensen formó Ministry en 1981 después de dejar Special Affect, una banda de new wave/synth-pop. Los primeros sencillos de Ministry y otros proyectos de Jourgensen fueron lanzados en Wax Trax! Records. El también produjo el álbum Rabies de Skinny Puppy. Durante ese tiempo, Jourgensen se hizo amigo de Nivek Ogre, quien luego realizó una gira con Ministry.
La banda irrumpió en el mercado mainstream con el álbum Psalm 69: The Way to Succeed and the Way to Suck Eggs de 1992. Su primer tema, "N.W.O.", fue nominado a un premio Grammy en 1993 a la mejor interpretación de metal, perdiendo ante Wish de Nine Inch Nails. Sin embargo, su siguiente álbum, Filth Pig (1996), dividió su base de aficionados, lo que provocó un declive comercial que se hizo evidente cuando Warner Bros. Records los sacó del sello en 2001.
Los siguientes álbumes de Ministry, Rio Grande Blood (2006) y The Last Sucker (2007), así como el álbum de Revolting Cocks, Cocked and Loaded (2006), fueron lanzados en el nuevo sello discográfico de Jourgensen, 13th Planet Records, que formó después de pelearse con las agendas principales de las principales discográficas de la industria.

A petición específica del director Stanley Kubrick, Jourgensen apareció con Ministry en la película A.I.: Inteligencia Artificial. Relató su conversación con Kubrick en una entrevista: 
Bueno, primero que nada, le colgué. Pensé que era una llamada de broma. Su secretaria estaba llamando y yo dije: 'Sí, claro'. Y luego me llamó personalmente y luego habló conmigo, y me asusté. Quiero decir, ¿Quién no se asustaría? Aquí está este excéntrico Dios americano que vive en el campo de Inglaterra, y me llama a Austin, Texas, y me dice que quiere que yo haga la música para su película y quiere que yo esté en su película y que es famoso y todo eso. Ni siquiera podía creerlo.
Ministry continuó su participación en el proyecto cinematográfico después de la muerte de Kubrick, y Jourgensen reveló que después de la tensión inicial con Steven Spielberg, en parte debido a la broma de Jourgensen cuando afirmó que le habían dicho que "A.I." representaba "Anal Intruder" y amenazaba con abandonar la producción porque no era una película porno, él y Spielberg disfrutaron de una relación amistosa, con dos composiciones que aparecen en la banda sonora: "What About Us" y "Dead Practice".
Varias de sus canciones también aparecen en otras películas, como Wicked Lake (2008)—producida por Fever Dreams y ZP Studios—para la cual compuso la banda sonora completa que fue lanzada en su propio sello discográfico 13th Planet—también hace una pequeña aparición en la película como profesora de una escuela de arte.
En una edición de noviembre de 2008 de la revista Hustler, Jourgensen anunció que Ministry estaba oficialmente terminado, ya que la banda "[tomó] mucho tiempo" y lanzar nuevos álbumes era difícil. También explicó que era responsable de otras seis bandas y que podía completar siete álbumes en un año cuando no estaba trabajando en nuevo material de Ministry. Sin embargo, a pesar de la insistencia de Jourgensen en que Ministry nunca regresaría, se anunció una reunión el 7 de agosto de 2011. Un nuevo álbum titulado Relapse, fue lanzado el 26 de marzo del 2012. 
En la fiesta de escucha de su 57 cumpleaños en Chicago, anunció un nuevo proyecto llamado SMM o Surgical Meth Machine. En una entrevista con la revista In The Loop, Jourgensen declaró: "No puedo esperar a sacar este disco. Si eres fanático de Ministry, te vas a asustar con esto. Tiene toda la gama de mi carrera". como músico, incluso suenan cosas anteriores desde el principio." 
En marzo de 2016, Jourgensen notó que tenía un proyecto con Arabian Prince; esta colaboración fue confirmada más tarde para un nuevo álbum de Ministry. En febrero de 2024, Jourgensen anunció que le gustaría hacer un último álbum de Ministry. Ese canto de cisne pendiente también encontrará al grupo reuniéndose con Paul Barker, quien fue su productor/bajista/teclista/programador durante el pico comercial de Ministry desde 1986 hasta 2003.

## Vida privada

### Relaciones y familia
Jourgensen estuvo casado con Patty Marsh de 1984 a 1995 y de la relación tuvo una hija. En 2002, se casó con Angelina Luka. En julio de 2014 anunció que estaban divorciados. 
La autobiografía de Jourgensen, Ministry: The Lost Gospels According to Al Jourgensen, se publicó en julio de 2013.
Como resultado del divorcio de su esposa y socio comercial, 13th Planet Records cerró oficialmente. En 2015, Jourgensen cerró su estudio de grabación en El Paso, Texas, y se mudó a Los Ángeles.

### Problemas legales y de salud
Es bien sabido que Jourgensen ha tenido una larga historia de afinidad por las drogas, como cocaína y heroína (de hecho, sus letras revelan varios aspectos de su vida como su adicción a las drogas, alcoholismo y sus opiniones políticas).
En 1995, la policía allanó la sede de Ministry en Texas y Jourgensen fue arrestado por posesión de heroína. Recibió una sentencia de cinco años de libertad condicional y trabajo comunitario, época que recuerda como la más oscura de su vida. Jourgensen dependió de la heroína durante veinte años y también era conocido por aparecer a menudo intoxicado sobre el escenario, sin embargo, dejó su adicción a las drogas pesadas (heroína, metadona, crack, pastillas) y, a partir de 2019, limitó su consumo a cerveza, marihuana y hongos alucinógenos.
Jourgensen casi pierde el brazo y el pie en dos incidentes separados, el primero debido a la picadura de una araña, el segundo como resultado de una herida con una aguja hipodérmica.

## Arte corporal
A lo largo de los años, Jourgensen ha acumulado una gran cantidad de tatuajes. En 2012, se sometió a perforaciones faciales tras una apuesta con su hija; ella lo llamó "maricón" por no tener perforaciones corporales, mientras que Jourgensen la llamó igual por no tener tatuajes. Luego decidieron hacerse tatuajes y perforaciones corporales respectivamente para crear un "pacto". Se hizo 16 perforaciones faciales en una sola sesión.

## Proyectos
- Ministry
- Revolting Cocks
- Lard
- 1000 Homo DJs
- PTP
- Acid Horse
- Lead Into Gold
- Pailhead
- Buck Satan & the 666 Shooters
- Eight and One Half